# Gabriel Beaupré
Gabriel Beaupré, född 23 november 1992 i Lévis, Québec, är en kanadensisk före detta professionell ishockeyspelare.
Gabriel spelade 144 grundseriematcher i American Hockey League och gjorde totalt 17 poäng (5+12).